# Poul Ørum
Poul Peter Ørum född 23 december 1919 i Nykøbing Mors, död 27 december 1997, var en dansk författare, som huvudsakligen har skrivit romaner.

## Biografi
Ørum arbetade från 1944 till 1957 som journalist. 1957 bosatte han sig på Fanø och började skriva böcker. Hans författarskap tog sin början 1953, då han var 34 år gammal. Mellan åren 1953 och 1992 utgav Ørum 39 böcker, däribland enskilda diktsamlingar, novellsamlingar och essäer, men dock huvudsakligen romaner.